# Wash All Over Me
Pistes de Rebel Heart
Inside Out
(13)
Wash All Over Me est une chanson du 13e album studio de Madonna, Rebel Heart, dont elle est la quatorzième et dernière piste.
La chanson est une ballade pop qui utilise un «piano baroque» sur une « mélodie contemplative ». Madonna a co-écrit et co-produit la chanson avec Avicii, Mike Dean et Kanye West; 
D’autres scénaristes incluent Arash Pournouri, Salem Al Fakir, Magnus Lidehäll, Vincent Pontare et Tommy Brown, avec Charlie Heat en tant que coproducteur.
Une première démo de « Wash All Over Me », ainsi que la piste finalisée, ont toutes deux fuité sur Internet avant la sortie prévue de l’album. La version actuelle a été mise à disposition le 6 mars 2015, tandis que son précédent mix a été principalement influencé par le disco et la house music avant d’être retravaillé dans le montage de l’album.
Lyriquement, « Wash All Over Me » dépeint Madonna abordant ses insécurités et la sortie qui suit, en plus de remettre en question la longévité de sa carrière. L’enregistrement a été généralement bien accueilli par les critiques musicaux, la majorité d’entre eux le comparant au travail précédent de la chanteuse sur Like a Prayer (1989), Ray of Light (1998) et Confessions on a Dance Floor (2005).

## Contexte et publication
Lorsqu’elle a commencé les sessions d’enregistrement de son treizième album studio, Madonna a recruté une grande équipe d’auteurs-compositeurs et de producteurs pour le projet. À la mi-2014, elle a téléchargé une photo sur son compte Instagram, qui la révélait jouer de la guitare aux côtés du musicien électronique suédois Avicii. En novembre 2014, une démo de l’inachevé « Wash All Over Me » a fuité sur Internet,, ce qui a amené Madonna à prendre à nouveau sur son compte Instagram, où elle a décrit la situation comme du « terrorisme » et une forme de « viol artistique ». Les fuites involontaires ont conduit le chanteur à sortir six pistes terminées via iTunes en pré-commande pour l’album le 20 décembre 2014. À la suite de cela, Avicii aurait produit douze enregistrements supplémentaires qui ont ensuite fuité.
La version démo de « Wash All Over Me » était considérablement différente de la version retravaillée, Robbie Daw d’Idolator trouvant la fuite pour avoir une « ambiance disco/house » avec « la présence constante d’une guitare acoustique ». Dans les premières étapes de développement de l’album, Madonna a joué une poignée de démos inachevées de Kanye West, qui a ensuite accepté de travailler avec le chanteur sur plusieurs pistes, dont « Wash All Over Me ». Rebel Heart a été divulgué en ligne dans son intégralité le 3 février 2015, plus d’un mois avant sa sortie prévue. Le mixage final de « Wash All Over Me » a ensuite été publié avec son album parent, le 6 mars 2015.

## Enregistrement et composition

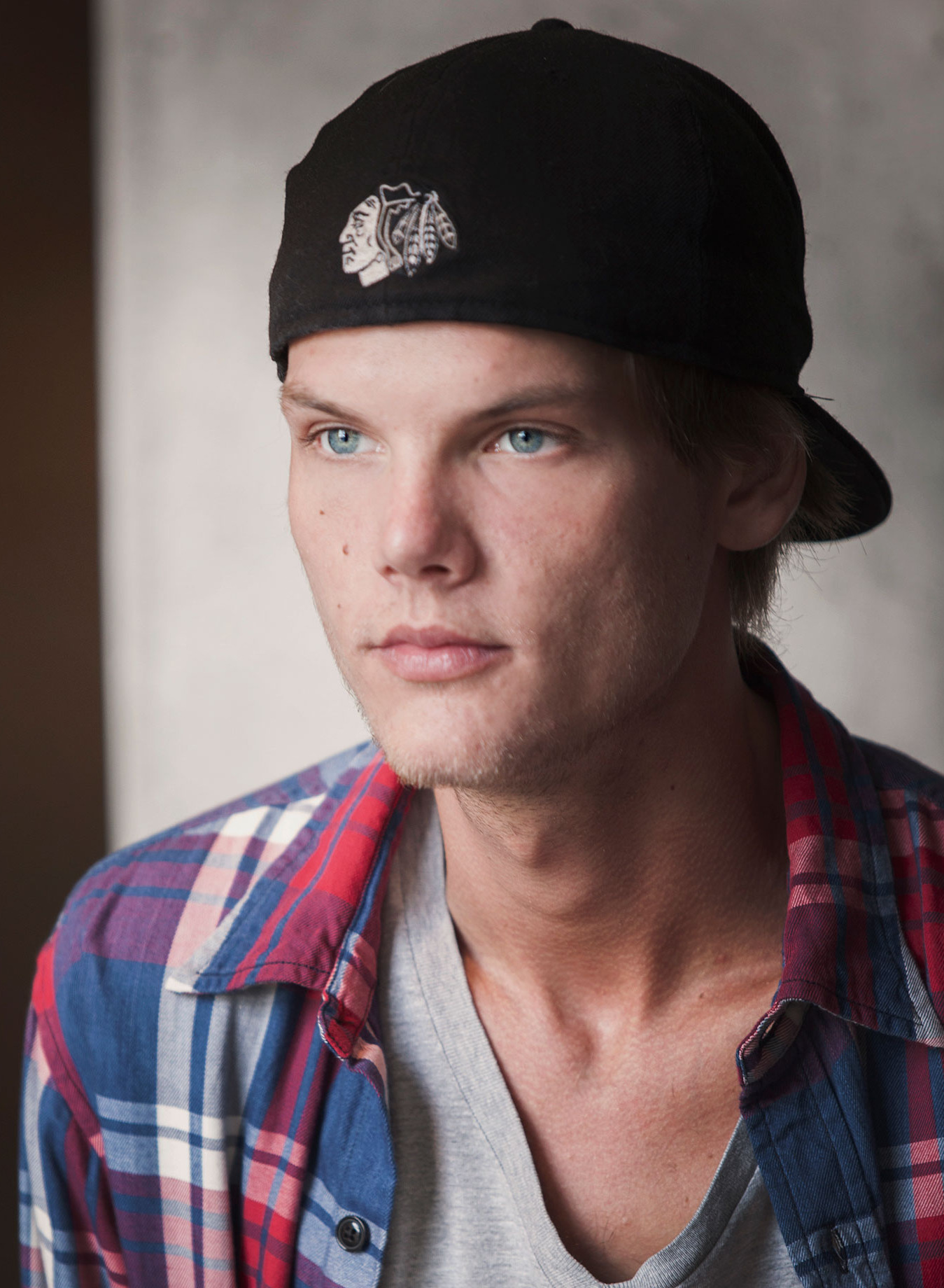
Deux des auteurs-compositeurs comprenaient Avicii...

« Wash All Over Me » a été écrit par Madonna, Avicii, Arash Pournouri, Salem Al Fakir, Magnus Lidehäll, Vincent Pontare, Mike Dean, Kanye West et Tommy Brown, tout en étant produit par Madonna, Avicii, Dean et West ainsi que Charlie Heat comme coproducteur.
Dean a également contribué à la programmation de la batterie, à l’ingénierie, au mixage, aux guitares et aux claviers, tandis que Demacio « Demo » Castellon a fourni l’ingénierie et le mixage. Pontare a également enregistré des voix supplémentaires pour la piste. La chanson est une ballade, qui, selon Saeed Saeed de The National, comporte un « piano baroque ». La chanson a une mélodie réfléchie composée d’une structure mélancolique,. En ce qui concerne les contributions d’Avicii, Kitty Empire, écrivant pour The Guardian, a commenté qu’il « joue Andrew Lloyd Webber à Tim Rice [de Madonna] ».

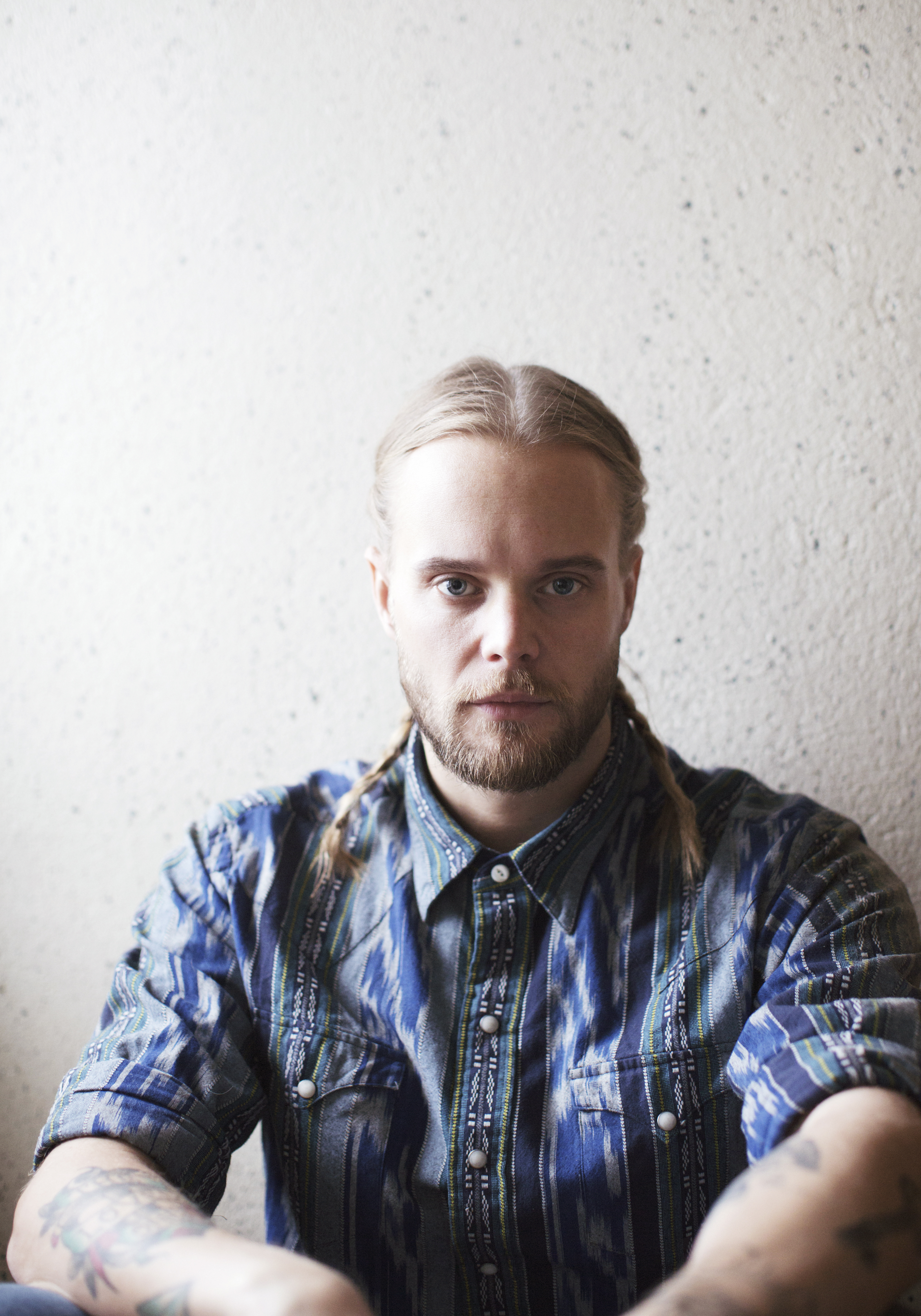
...ainsi que Vincent Pontare

Lyriquement, « Wash All Over Me » aborde « l’insécurité et la libération qui vient en l’admettant ». Jim Farber du New York Daily News a estimé que Madonna « réfléchit soit à fuir, soit à accepter la fin de sa carrière », tandis qu’Adam R. Holz de Plugged In a trouvé Madonna « confrontée à la confusion, à la peur et au changement ». En ce qui concerne les paroles « I walk this razor’s edge / Will I stand or will I fall? », Sasha Geffen de Consequence of Sound a exprimé que : « Lorsque le monde que vous avez créé change sans vous, suivre le rythme devient un risque de plus en plus grand. Si vous êtes Madonna, vous prenez ce risque, quelle que soit la probabilité que vous sortiez de l’autre côté sans trébucher ».
Le deuxième couplet du morceau dépeint Madonna chantant: « aller regarder le soleil se coucher / Je ne vais pas fuir toute cette folie », où « elle examine son état actuel mais jure de continuer à bouger ». La chanteuse fait en outre référence à la Tour de Babylone et attire l’attention sur les changements dans l’industrie de la musique : « Dans un monde qui change, je suis un étranger dans un pays étranger / Il y a une contradiction et je suis coincé ici entre les deux ». Elle conclut plus tard que : « La vie est comme un désert, une oasis pour me confondre ».

## Réception critique
« Wash All Over Me » a été accueilli positivement par les critiques musicaux.
- Amy Pettifer de The Quietus a fait l’éloge du morceau pour « avoir eu tout le plaisir mélancolique de The Power of Good-Bye » ; elle a déclaré plus tard que « c’est plus vieux, plus sage et plus tolérant des fins »[11].
- Sal Cinquemani, écrivant pour Slant Magazine, a noté que la chanson « retourne à l’introspection luxuriante et spirituelle de Ray of Light», l’a en outre qualifiée d'« exquise »[16].
- De même, Neil McCormick du Daily Telegraph était d’accord, déclarant qu’il « rappelle [...] profondeurs riches »[17].
- Geffen l’a qualifié de « morceau essentiel » de Rebel Heart, écrivant qu’il « arrive comme un contrepoint vif à 'Living for Love' ».
- Saeed Saeed de The National a félicité la chanteuse pour « un autre ajout à [sa] collection sous-estimée de ballades », expliquant que « ce siècle a été méchant envers Madonna, qui a eu sa part de chagrin »[10].
- Andy Gill, écrivant pour The Independent, a estimé qu’il s’agissait d’un « rappel des plus bienvenus » qui « rappelle les réalisations les plus marquantes de la carrière de Like a Prayer»[12].
- Jeff Nelson de People a découvert que « Wash All Over Me » sert de rappel que « c’est toujours une personne ». Nelson a poursuivi en déclarant que « ce sont des morceaux comme le susmentionné 'Wash All Over Me' [...] qui mettent en valeur le côté vulnérable et relatable de la mégastar »[18].
- Brad Stern, éditeur et éditeur de MuuMuse, a commenté que « Wash All Over Me » était « très Confessions-esque », le qualifiant en outre de « concoction sonore vraiment curieuse »[15]. En réponse à un fan de la chanteuse, Stern a convenu que c’était « fabuleux et très émouvant », et a estimé que « les paroles sont beaucoup plus intrigantes que, disons, prendre des photos de Tanqueray comme une fille devenue folle».
- Jack Elliott de Nouse a applaudi « Wash All Over Me », le décrivant comme « une fin lyrique puissante, mais vulnérable à l’album qui pourrait être interprétée comme un morceau célébrant le triomphe ou la défaite. C’est à vous de l’interpréter comme vous le souhaitez. »[19].

## Crédits et personnel

### Gestion
- Webo Girl Publishing, Inc. (ASCAP)
- EMI Blackwood Music Inc. (BMI) o/b/o EMI Music Publishing Scandinavia AB (STIM)
- Sony/ATV Songs LLC (BMI) o/b/o Sony/ATV Music Publishing Scandinavia AB (STIM)
- Universal Polygram International (ASCAP) o/b/o Universal Music Publishing AB (STIM)
- Warner-Tamerlane Pub Corp. o/b/o elle-même et Papa George Music (BMI)
- Please Gimme My Publishing c / o EMI Blackwood Music, Inc. (BMI) / Sony / ATV Songs LLC (BMI)

### Personnel
- Madonna – chant, auteur-compositeur, producteur
- Tim Bergling – auteur-compositeur, producteur
- Tommy Brown – auteur-compositeur
- Demacio « Demo » Castellon – ingénieur, mixeur audio
- Mike Dean – auteur-compositeur, producteur, claviers, programmation batterie, ingénieur, mixeur, guitare
- Salem Al Fakir – auteur-compositeur
- Noah Goldstein – ingénieur, mixeur audio
- Charlie Heat – coproducteur
- Magnus Lidehäll – auteur-compositeur
- Zeke Mishanec – enregistrement additionnel
- Vincent Pontare – auteur-compositeur, chœurs additionnels
- Ron Taylor – montage PT supplémentaire
- Kanye West – auteur-compositeur, producteur

Crédits et personnel adaptés du site officiel de Madonna.